# Přepychy (district de Rychnov nad Kněžnou)
Pour les articles homonymes, voir Přepychy.
Přepychy (en allemand : Prepich) est une commune du district de Rychnov nad Kněžnou, dans la région de Hradec Králové, en République tchèque. Sa population s'élevait à 642 habitants en 2023.

## Géographie
Přepychy se trouve à 4 km au sud de Opočno, à 15 km au nord-ouest de Rychnov nad Kněžnou, à 21 km à l'est de Hradec Králové et à 121 km à l'est-nord-est de Prague.
La commune est limitée par Mokré et Opočno au nord, par Trnov et Voděrady à l'est, par Bolehošť au sud et au sud-ouest, et par Očelice à l'ouest.

## Histoire
La première mention écrite de la localité date de 1355.

## Transports
Par la route, Šlapanice se trouve à 9 km de Dobruška, à 18 km de Rychnov nad Kněžnou, à 27 km de Hradec Králové et à 145 km de Prague.